# 卡拉莫查
卡拉莫查，是西班牙阿拉贡自治区特鲁埃尔省的一个市镇。总面积317平方公里，总人口4040人（2001年），人口密度13人/平方公里。